# 1731 en science
| Années de la science : 1728 - 1729 - 1730 - 1731 - 1732 - 1733 - 1734    |
| Décennies de la science : 1700 - 1710 - 1720 - 1730 - 1740 - 1750 - 1760 |

Cet article présente les faits marquants de l'année 1731 en science.

## Événements
- 21 mai : Gaubius remplace Boerhaave à la chaire de Chimie de l’université de Leyde[1].
- 31 mai : l'astronome britannique John Hadley présente l'octant qu'il à mis au point à la Royal Society. L'opticien américain Thomas Godfrey développe indépendamment le sextant la même année[2]. Il devient un instrument essentiel de navigation pour connaitre avec précision la latitude d'un lieu.
- 18 décembre : création de l'Académie royale de Chirurgie en France[3].
- L'astronome amateur britannique John Bevis observe la nébuleuse du Crabe[4].
- Le sismographe moderne est développé à Naples par Nicholas Cirillo, un scientifique italien, en utilisant un pendule[5].

## Publications
- Alexis Clairaut : Recherches sur les courbes à double courbure, Paris.
- Philip Miller : The Gardeners dictionary, containing the methods of cultivating and improving the kitchen, fruit and flower garden, as also the physick garden, wilderness, conservatory and vineyard, Londres.
- Jethro Tull : New Horse Hoeing Husbandry. L'agronome décrit une houe tractée par des chevaux destinée à nettoyer les terres[6].

## Prix
- Médailles de la Royal Society
  - Médaille Copley : Stephen Gray

## Naissances

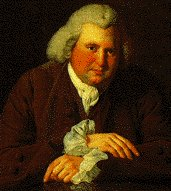
Erasmus Darwin

- 15 avril : Moses Harris (mort en 1785), entomologiste et graveur britannique.
- 22 mai : Christian Wollin (sv) (mort en 1798), médecin suédois.
- 11 juin : Gaspar Xuarez (mort en 1804), jésuite et botaniste espagnol, actif en Italie.
- 14 juillet : Nicolas Claude Duval-le-Roy (mort en 1810), mathématicien et hydrographe français.
- 24 juillet : Louis Claude Cadet de Gassicourt (mort en 1799), chimiste et pharmacien français.
- 30 juillet : Alexandre César Chavannes (mort en 1800), anthropologue suisse[7].
- 26 septembre : Gian Francesco Malfatti (mort en 1807), mathématicien italien.
- 10 octobre : Henry Cavendish (mort en 1810), chimiste et  physicien britannique.
- 9 novembre : Benjamin Banneker (mort en 1806), astronome, mathématicien, fabricant d'horloges et éditeur américain.
- 23 novembre : Francis Wollaston (mort en 1815), prêtre anglican et un astronome anglais.
- 12 décembre : Erasmus Darwin (mort en 1802), poète, médecin, botaniste et inventeur britannique.
- William Aiton, botaniste britannique (mort en 1793)
- John Walker (mort en 1803), professeur d'histoire naturelle.

## Décès

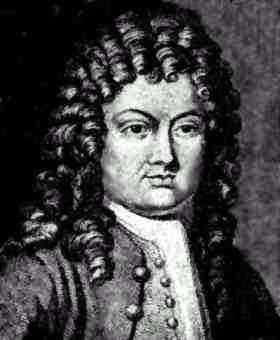
Brook Taylor

- 6 janvier : Étienne-François Geoffroy (né en 1672), chimiste et médecin français.
- 27 janvier : Bartolomeo Cristofori (né en 1655), facteur d'instruments à clavier italien.
- 22 février : Maria Selvaggia Borghini (née en 1656), mathématicienne italienne.
- 26 mars : Magnus von Bromell (né en 1679), médecin  suédois.
- 10 mai : Jan Vaerman (né en 1653), mathématicien flamand.
- 11 octobre : John Craig (né en 1663), mathématicien écossais.
- 29 décembre : Brook Taylor (né en 1685), mathématicien anglais.